# Паук (фильм, 1992)
«Паук» (латыш. Zirneklis) — эротический фильм ужасов 1992 года режиссёра Василия Масса, по одноимённому рассказу Владимира Кайякса.

## Сюжет
Современность. Священник заказывает художнику Альберту изображение Девы Марии. Для картины художник приглашает позировать Виту, юную девушку стоящую на пороге взрослой жизни. Мастерская художника с самого начала ужасает её — адские картины художника, оживают перед Витой, обнаженно чувственный, деформированный мир полотен пугает её, и в то же время пробуждает ее неосознанную сексуальность. После сеансов позирования ей начинает сниться странные мистические сны, приоткрывая окно в потусторонний мир, полный зла и порока, где ужасающий паук желает овладеть ей. Её жизнь переворачивается, отныне населенная галлюцинациями, неосознанные сексуальные влечения вызывают чувство страха и беспомощности. Мрак поглощает и засасывает. Психиатр рекомендует отправить девушку в деревню, но паук преследует Виту и там.

## В ролях
- Аурелия Анужите — Вита
- Любомирас Лауцявичюс — Альберт, художник
- Мирдза Мартинсоне — мать Виты
- Саулюс Баландис — Юрис
- Ромуалдс Анцанс — Айварс
- Ольгертс Кродерс — Арстс, психиатр
- Альгирдас Паулавичюс — священник
- Постановщик трюков — Сергей Головкин

## О фильме

### Литературная основа
Фильм снят по мотивам одноимённого рассказа Владимира Кайякса, писатель сам выступил сценаристом фильма. Рассказ написан в 1987 году, был включён в сборник писателя «Visu rožu roze» вышедший в Риге в издательстве «Лиесма», через два года в переводе на русский язык опубликован в журнале «Даугава» (№ 2, 1989), и в том же 1989 году вошёл в изданный в Москве издательством «Советский писатель» сборник рассказов писателя.

### Съёмки
Место съёмок — Рига и остров Сааремаа, в титрах авторы фильма благодарят жителей острова, личный состав Курессаарского пограничного отряда, работников Рижского зоосада.
Постановщик трюков — Сергей Головкин.

### Права на фильм
Фильм считается совместной советско-латвийской работой: начатый ещё при СССР, а выпущенный уже в независимой Латвии. Указанная в титрах кинокомпания «Декрим-Рига» — это одна из шести кинокомпаний, созданных в 1991 году на базе Рижской киностудии. Отснятая плёнка фильма была обработана в 1992 году на студии «Ленфильм». После развала СССР фильм снимался на деньги, поступавшие из России — права на фильм отошли Фонду развития кинематографии, созданному в 1992 году на базе Государственного Фонда развития кинематографии Госкино СССР. Фильм был участником ряда фестивалей, где проходил как российский, в частности, на Международном кинофестивале в Сорренто (Италия) был включен в секцию русского кино.

## Критика
Фильм был отмечен специальным упоминанием за сценарий на кинофестивале «Кристап-94» (Рига).
В истории кино считается, что фильм «Паук» — первый и единственный эротический фильм ужасов в латвийском кинематографе.
При этом как фильм ужасов современной фильму критикой не рассматривался:

Однако всерьез испугаться огромного бутафорского паука (сделанного, впрочем, весьма искусно) могут только несмышленые дети. А отважная Вита, вдохновленная отдыхом на природе и чистой любовью, сама героически сражается с чудовищем. И важно даже не как, а где! Главная баталия происходит в маленькой лесной бане, где с похотливым паучищем случился настоящий припадок безумной страсти. Его—то как раз понять можно — нагая златокудрая натурщица среди мыльной пены и пара выглядела особенно эффектно и обольстительно. В сущности, ею более всего и любуются в фильме режиссер и оператор (Г . Скулте), настолько увлекаясь прекрасным созданием, что совсем забывают пугать публику.— журнал «Столица», 1993
Спустя время отзывы о фильме содержат положительные оценки:

Липкая паутина сексуального морока, видения и сны, лучше чем у Лучо Фульчи, и схватка в бане с гигантским монстром, сделанным не хуже, чем у Дэвида Кроненберга. Потрясающее и незаслуженно забытое кино. — Дмитрий Карпюк — 90-е кончились: Русские хорроры лихого десятилетия // RussoRosso: Russian Horror Blog, 20 января 2017

В эпоху Холодной войны правительственная цензура, несомненно, помешала многим очень амбициозным и талантливым режиссерам в советском блоке реализовать свои мечты, но правда в том, что она также вдохновила многих на творчество в некоторых очень специфических направлениях. «Паук» Василия Массы — прекрасный пример смелого и очень оригинального фильма, который существует только потому, что он по существу пытался перехитрить людей, которые собирались определить его судьбу. Неудивительно, что он имеет несколько идентичностей, хотя стилистически он помещается где-то между «Цвет граната» Сергея Параджанова и «Одержимая)» Анджея Жулавского.
Оригинальный текст (англ.)During the Cold War era government censorship undoubtedly prevented a lot of very ambitious and talented directors in the Soviet Bloc from realizing their dreams, but the truth is that it also inspired many to be creative in some very special ways. Vasili Mass' Spider is a perfect example of a bold and very original film that exists only because it essentially tried to outsmart the people that were going to determine its fate. Unsurprisingly, it has multiple identities, though stylistically it fits somewhere between Sergei Parajanov's The Color of Pomegranates and Andrzej Zulawski's Possession.
— Spider Blu-ray Review, Reviewed by Dr. Svet Atanasov, October 7, 2017

Этот латышский снятый на русском языке фильм был снят в постперестроечные годы бывшего Советского Союза, когда барьеры были сняты и впервые был исследован ранее неприемлемый материал. Это один из очень немногих фильмов ужасов, вышедших из того периода и все еще стоящих сегодня как смелая и уникальная постановка, наполненная сложными и удивительными визуальными последовательностями.
Оригинальный текст (англ.)This Latvian shot, Russian language film was produced in the post Glasnost years of the former Soviet Union, when the barriers were down and previously unacceptable material was being explored for the first time. This is one of the very few horror films to come out of that period and still stands today as a daring and unique production, packed with elaborate and astonishing visual sequences.
— A view by Gary W. Tooze // DVDBeaver, September 12th, 2017

«Паук» не слишком силён в сюжете, но он тем не менее увлекателен для него. Красиво снятый и по-настоящему странный фильм, снятый с сильным актерским составом и выдержанными волнующими визуальными эффектами, это скорее художественная картина, чем жанровый фильм, хотя здесь достаточно секса и ужасов, чтобы удовлетворить обе публики.
Оригинальный текст (англ.)Spider isn’t heavy on plot but it’s no less captivating for it. A beautifully shot and genuinely odd film made with a strong cast and ripe with stirring visuals, it’s more of an art picture than a genre film, though there’s enough sex and horror on display throughout to cater to both crowds.
— Reviewed by Ian Jane // Rock! Shock! Pop!, 09.13.2017